# Балашова, Антонина Ивановна
Антонина Ивановна Балашова (4 [17] марта 1911, Ростов-на-Дону, область Войска Донского — 4 марта 1979, Нахабино, Московская область) — советский живописец и педагог, член Союза художников СССР (1945), Заслуженный работник культуры РСФСР (1968).

## Биография
Родилась 4 (17 н.с.) марта 1911 года в Ростове-на-Дону в семье рабочего табачной фабрики. В 1932 году окончила художественно-педагогический техникум. В 1940 году окончила живописный факультет Ленинградского института живописи, скульптуры и архитектуры по мастерской Б. В. Иогансона с присвоением ей звания художника-живописца. Дипломная работа — картина «Встреча папанинцев», которая в настоящее время находится в Научно-исследовательском музее Российской Академии художеств в Санкт-Петербурге.
По окончании Института, с 1940 года работала педагогом-художником в 1-м Ленинградском художественном училище, а затем параллельно и в Средней художественной школе при Академии художеств в Ленинграде. В тяжелое время блокады Ленинграда, несмотря на сильное истощение, продолжала работать и в СХШ и в возобновившем занятия Училище. Её муж, художник Бантиков А. С., был на Ленинградском фронте и на её иждивении были мать и годовалая дочь. В феврале 1942 года от крайнего истощения умерла мать, и вскоре после этого умирает её годовалая дочь. В конце февраля 1942 года вместе со Школой и с Академией художеств она была эвакуирована в Самарканд. Эшелон попал под бомбёжку вражеской авиации, во время которой у неё пропали все вещи и документы.
В Самарканде был организован Дом детского художественного творчества. Балашова занималась с ребятами, устраивала выставки их работ. За это время ею была создана целая серия графических и живописных работ о людях и природе Узбекистана.

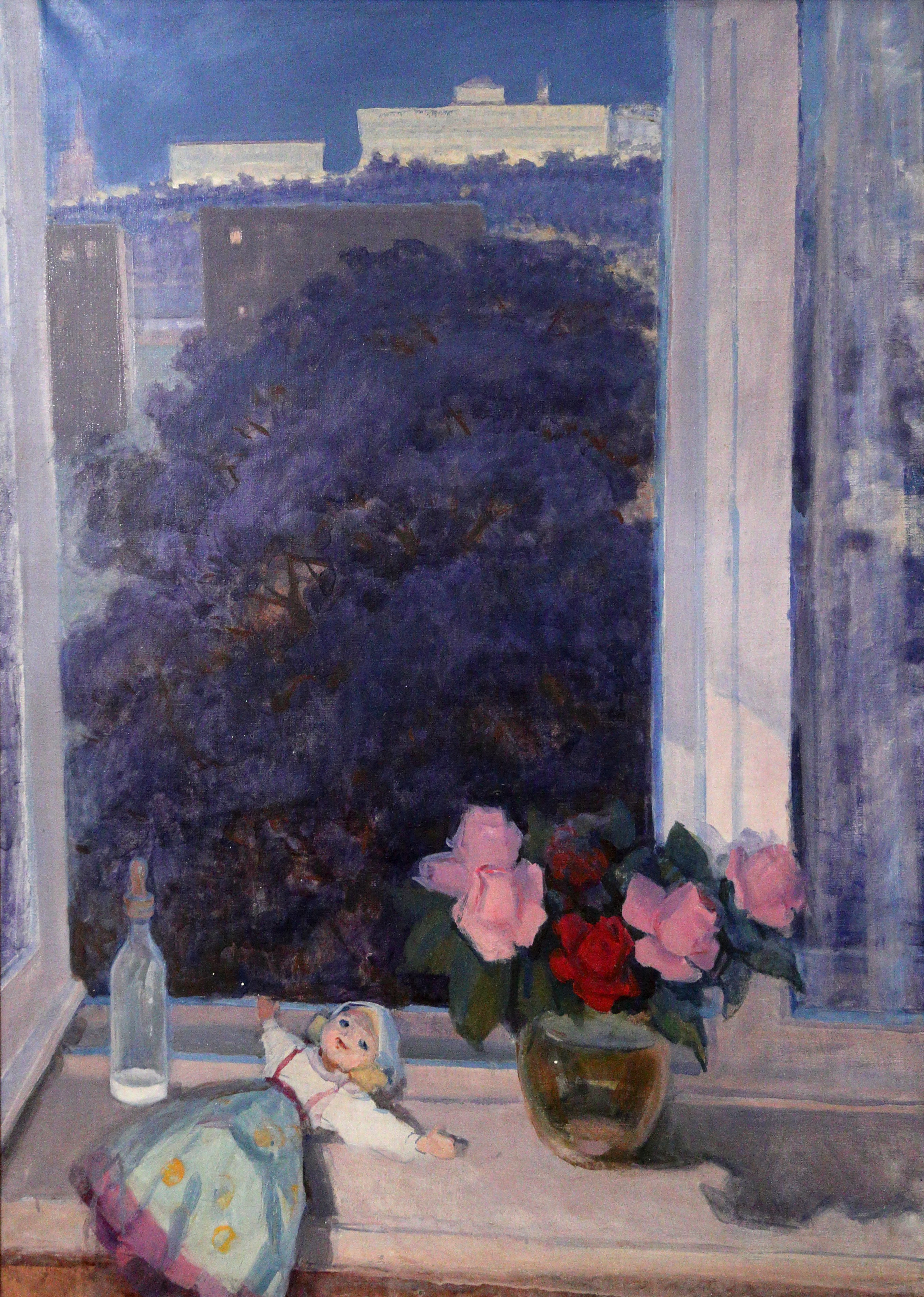
Балашова А.И. "Тишина", холст, масло, 1965 г.

В 1947 году поступила на работу преподавателем живописи в Московскую среднюю художественную школу при Московском государственном академическом художественном институте имени В. И. Сурикова. Она принимала активное участие в становлении школы, совершенствовала методические программы средне-художественных школ, сделала доклад на Международном конгрессе по художественному воспитанию в Праге в 1967 году, многие годы работала в Ассоциации деятелей литературы и искусства для детей Системы «Одарённые дети». Местом жительства в это время стал подмосковный посёлок Нахабино, где работал её второй муж Тихомиров И. В. Она растила собственного сына и воспитывала пятерых детей её мужа, осиротевших после смерти их матери. В Нахабино она также вела занятия с детьми в художественном кружке, организовывала выставки творческих работ жителей посёлка.
За заслуги в педагогической и творческой деятельности в 1968 году ей было присвоено звание «Заслуженный работник культуры РСФСР».
С 1939 участвовала в выставках. Писала преимущественно пейзажи, натюрморты, портреты и реже жанровые композиции. Среди созданных произведений картины и пейзажи «Портрет колхозницы-узбечки» (1942), «Самарканд. Рисунок» (1942), «Загорск» (1946), «Групповой портрет. Мальчики» (1950), «Портрет В. Т. Данилова» (1952), «Розы» (1956), "Портрет А. Жуковой лучшей телятницы совхоза «ч-с» (1958), «Он не должен знать войны!» (1958), «Портрет Н. С. Земблиновой» (1960), «За уроками» (1960), «Начитался» (1961), «Маки» (1961), «Любимое занятие» (1962), «Флоксы» (1962), «Весна. Стрижка тополей» (1963), «Тишина» (1965) и другие.
Скончалась 4 марта 1979 года в Нахабино на 68 году жизни. Произведения А. И. Балашовой находятся в ряде музеев и в частных собраниях в России, Германии, Великобритании и других странах.